# Julio Caicedo
Julio César Caicedo (Cúcuta, 31 de julio de 1985) es un futbolista colombiano. Juega de delantero y su actual equipo es el Herrera Fútbol Club de la Primera División de Panamá.

## Trayectoria
Desciende con el Atlético Bucaramanga en el 2008. 
Llegó a Alianza Atlético de Sullana en el 2010 siendo referente y salvando así del descenso.
Anotó un triplete jugando por Cobresol a Sport Huancayo partido que terminó 5 a 1 a favor de los moqueaguanos.
En el 2012 llegó como gran refuerzo al Juan Aurich jugando así la Copa Libertadores 2012 no llegando a cumplir las expectativas.

## Clubes
| Club                  | País                | Año                 | Partidos | Goles |
| --------------------- | ------------------- | ------------------- | -------- | ----- |
| UPEL Nacional         | Venezuela           | 2005                | ?        | ?     |
| Carabobo              | Venezuela           | 2005 - 2006         | ?        | ?     |
| Cúcuta Deportivo      | Colombia            | 2006 - 2007         | ?        | ?     |
| Atlético Bucaramanga  | Colombia            | 2007 - 2008         | ?        | ?     |
| Cúcuta Deportivo      | Colombia            | 2008 - 2009         | ?        | ?     |
| Alianza Atlético      | Perú                | 2010                | 43       | 12    |
| Cobresol              | Perú                | 2011                | 29       | 10    |
| Juan Aurich           | Perú                | 2012                | 11       | 1     |
| Deportivo la Guaira   | Venezuela           | 2013 - 2014         | 19       | 2     |
| Yaracuyanos FC        | Venezuela           | 2016                | 2        | 1     |
| Trujillanos FC        | Venezuela           | 2017                | 8        | 1     |
| Ureña                 | Venezuela           | 2017 - 2018         | 7        | 6     |
| Técnico Universitario | Ecuador             | 2019                | 9        | 1     |
| Ureña                 | Venezuela           | 2020                | 8        | 7     |
| Herrera FC            | Panamá              | 2021 - Act.         | 13       | 2     |
| Total en su carrera   | Total en su carrera | Total en su carrera | 149      | 44    |

## Palmarés
| Título              | Club             | País     | Año  |
| ------------------- | ---------------- | -------- | ---- |
| Torneo Finalización | Cúcuta Deportivo | Colombia | 2006 |